# Esquirol volador de Pel
L'esquirol volador de Pel (Anomalurus pelii) és una espècie de rosegador de la família dels anomalúrids. Viu a Costa d'Ivori, Ghana i Libèria. El seu hàbitat natural són els boscos humits tropicals de poca altitud. Sol viure en parelles, tot i que se n'han vist grups de fins a sis exemplars. Està amenaçat per la caça i la desforestació.
El seu nom específic, pelii, és en honor de Hendrik Severinus Pel, governador neerlandès de la Costa d'Or entre el 1840 i el 1850. Pel tenia un gran interès per la fauna de la regió i s'han anomenat diversos altres animals en honor seu.

## Història
Abans del segle xix, els boscos tropicals de l'Àfrica havien estat molt poc explorats pels europeus. Abans d'això, els colugos i els esquirols voladors ja eren coneguts del sud-est asiàtic i els marsupials planadors d'Austràlia. El descobriment dels esquirols de cua escamada a l'Àfrica Equatorial, no es va produir fins a la dècada dels 40 del segle xix. El zoòleg i col·leccionista britànic Louis Fraser, que havia explorat la conca del Níger, quan va tornar a la Gran Bretanya, va portar amb ell un espècimen d'esquirol volador de Lord Derby. En comparació amb els esquirols voladors prèviament coneguts, aquest tenia dues files de grans escames a part basal de la seva cua. La seva membrana voladora s'estenia del canell al turmell i estava suportada per un cartílag que tenia el seu origen al colze, a diferencia dels esquirols voladors asiàtics en els quals el cartílag finalitzava al canell. A més els esquirols de cua escamada, tenien una membrana addicional que anava d'un turmell a l'altre, cobrint part de la cua, i que quan s'estenia formava un angle recte de taló a taló.
Deu anys més tard, va ser portat a Europa un espècimen de A.pelii que mostrava característiques anatòmiques similars. Les mans i els peus tenien els dits molt junts i amb ungles molt corbades. La cua també era inusual en el fet que la part lliure de membrana tenia una forma semblant a una ploma, i presentava grans escames a la part inferior de la base. El pelatge de l'animal va ser descrit com suau i flexible, i lliure d'espines.

## Descripció
Es tracta d'una espècie de mides grans, amb una longitud de cap i cos que varia entre els 40 i 54 centímetres, una cua que fa entre 32 i 55 centímetres, i que pesa entre 1,3 i 2 quilograms. Les parts superiors són principalment de color negre, amb algunes taques blanques, mentre que la part inferior és completament blanca. Els marges del patagi, la membrana que uneix el canell amb el turmell, són parcialment blancs, mentre que l'uropatagi, la membrana que uneix els turmells i la cua, és complement blanc. Les orelles són arrodonides i parcialment nues de pèl. Les potes davanteres són majoritàriament de color negre, mentre que les posteriors sovint presenten taques blanques.

## Conservació
Els boscos tropicals on viuen estan sota amenaça a causa de l'aprofitament de la fusta i la conversió de les terres per ús agrícola. A més l'animal es troba sota l'amenaça dels caçadors i de vegades es veu la seva carn a la venda als mercats. Com a espècie nocturna i reservada, és poc el que es coneix de la mida de la seva població. Per això, la Unió Internacional per la Conservació de la Natura ha estat incapaç de classificar el seu estatus de conservació i l'ha catalogat com a dades insuficients.